# 3986 Рожковський
3986 Рожковський (3986 Rozhkovskij) — астероїд головного поясу, відкритий 19 вересня 1985 року.
Тіссеранів параметр щодо Юпітера — 3,608.